# Централноречен регион
Централноречна област (на английски: Central River Division) е една от областите на Гамбия. Разположена е в източната част на страната и е пресечена от реката Гамбия. Централноречната област е с площ 1428 квадратни километра и население 125 204 души (по преброяване от април 2013 г.). Граничи със Сенегал. Най-голямото селище в областта е град Бансанг, с население 8500 души. Столицата на областта е град Джанджанбуре, разположен на остров Маккарти в река Гамбия. Централноречната област е разделена на 10 общини.